# Фудзівара но Матате
Фудзівара но Матате (715 — 25 квітня 766) — середньовічний японський державний діяч і поет періоду Нара.

## Життєпис
Походив з роду Північних Фудзівара, гілки клану Фудзівара. Другий син Фудзівара но Фусасакі, санґі, та Муро но Оокімі (доньки принца Міно). Народився у 715 році, після повноліття отримавши ім'я Яцука. Здобув гарну освіту, полюбляв книги. У 730-х роках отримав старший шостий ранг та отримує посаду в Управлінні справами палацу спадкоємця трону.
Стає фаворитом імператора Сьому, що відповідно до хронік оцінив знання Фудзівара но Матате. 740 року тому надано молодший п'ятий ранг. Доволі швидко, до 744 року пройшов до отримання молодшого четвертого рангу. Того ж року призначено кокусі провінції Ямато. 747 року стає Міністром церемоній, йому було довірено підготовку доповідей імператорові з державних справ. 748 року надано посаду асоційованого державного радника, завдяки чому Матате увійшов до Вищої державної ради. Разом з тим стикнувся у протистоянні з Фудзівара но Накамаро, який був невдоволений впливом Фудзівара но Яцука на імператора. Тоді той вирішив залишитися у своєму маєтку, звідки вести справи. Водночас в цей час приділяв багато уваги вивченню китайських трактатів з управління та різних галузей. Це тривало до зречення Сьому в 749 році.
Зі сходженням на трон імператриці Кокен прихильність двору перебрав старший брат — Фудзівара но Наґате. 757 року отримав нижчу ступінь старшого четвертого рангу. 758 році Яцука підтримав пропозицію Фудзівара но Накамаро щодо перейменування різних урядових відомств у китайському стилі. 759 року надано вищу ступінь старшого четвертого рангу.
760 року змінив ім'я на Матате. 762 рокустає середнім державним радником і очільником Центрального міністерства. 764 року разом зі старшим братом Наґате надав збройну підтримку екс-імператриці Кокен, що виступила про влади Фудзівара но Накамаро. За це отримав старший третій ранг та посадуочільника (тайсьо) імператорської гвардії. 765 року нагороджено кунто (орденом заслуг) 2-го ступеня. 766 року Фудзівара но Матете призначено старшим державним радником, проте він помер через 2 місяці.

## Творчість
Був відомий в свій час як поет. Його вірші увійшли до збірки «Манйосю» — 7 танка і 1 седоку.

## Родина
1. Дружина — донька Саме но Натімаро
Діти:
- Фудзівара но Манаґа
- Фудзівара но Наґацугу

2. Дружина — донька Абе но Обімаро
Діти:
- Фудзівара но Утімаро (756—812)